# Ndoloko
Ndoloko est un village du Cameroun situé dans la commune de Meri, le département du Diamaré et la région de l'Extrême-Nord. Il dépend du Canton de Doulek.

Les villages les plus proches dans la même région sont Meri 3.3 km Ouest, Koulikoues 1.85 km au nord, Doulek 3.2 km à l'est et Douvangar 4.4 km au sud. 
| Cités et villes voisines                                                              | Cités et villes voisines                                                                                | Cités et villes voisines | Cités et villes voisines                                                                                                  |
| Ouest                                                                                 | Nord | Est                      | Sud |
| ------------------------------------------------------------------------------------- | --- | ------------------------ | --- |
| Meri (1.8 nm) Kouotama (2.7 nm) Nguissar (3.0 nm) Goueley (3.0 nm) Guirmideo (3.5 nm) | Koulikoues (1.0 nm) Mazang (1.8 nm) Dza Mboukou (1.9 nm) Magra (3.0 nm) Manzala (3.3 nm) Mbise (3.5 nm) | Doulek (3.4 nm)          | Ldakatak (1.4 nm) Douvangar (2.4 nm) Manza (3.1 nm) Kilouo (3.3 nm) Marvay (3.5 nm) Mokejek (3.5 nm) Tchakidjebe (3.8 nm) |

## Localisation
Le village de Ndoloko est localisé à 10° 46' 41N et 14° 9' 8E. Il se trouve à 516 m d'altitude. Le village se trouve sur la carte de Maroua sur la route de Méri à Doulek.

## Population
Lors du recensement de 1974, le village de Ndoloko comptait 946 âmes contre 1952 lors du recensement de 2005 soit une augmentation de 107 %.
On comptait en 2005, 961 habitants de sexe masculin (49 %) et 991 de sexe féminin (51 %). L'Ethnie Moufou est majoritaire au sein de la population.